# Гербова, Валентина Григорьевна
Валентина Григорьевна Гербова (в дев. Валентина Григорьевна Деева; род. 8 декабря 1926, дер. Новинка, Баевский район, Сибирский край, СССР) — советский учёный-геоморфолог, геолог-четвертичник и историк геологии. Учёный секретарь Геологического института АН СССР/РАН (1972—1997).

## Биография
Родилась в деревне Новинка Баевского района Сибирского края (ныне территория Алтайского края).
В 1935—1945 годах училась в средней школе села Горлово (Рязанская область).
В 1945—1949 годах училась в Москве на географическом факультете Московского государственного педагогического института имени В. И. Ленина (МГПИ), получила квалификацию «преподаватель географии». Была оставлена в аспирантуре на кафедре физической географии по специальности «геоморфология», руководитель — профессор А. А. Половинкин.
В 1950—1951 годах работала в Центрально-Казахстанской экспедиции Института геологических наук АН СССР, где собрала материал для диссертации. 24 ноября 1952 года в МГПИ ей была присуждена учёная степень кандидат географических наук за диссертацию по теме «Геоморфология Центральной Бетпак-Далы (Центральный Казахстан)».
В 1952—1964 годах работала в Институте геологических наук АН СССР младшим научным сотрудником отдела четвертичной геологии. Затем в отделе истории геологии (1967—1970) и заведующей Бюро научно-технической информации (1970—1972) Геологического института АН СССР.
C 1972 года работала в дирекции ГИН АН СССР учёным секретарём.
В 1977 году ей было присвоено учёное звание старшего научного сотрудника по специальности «геология».
Участвовала в работе международных конференций по четвертичной геологии и истории геологии в СССР, ПНР, ГДР, ВНР, Франции и других странах.
С 1997 года на пенсии.

## Семья
Отец — Григорий Михайлович Деев (1893—1976). Мать Варвара Фёдоровна (1892—1964), из крестьян Рязанской губернии.
Муж — Валентин Лазаревич Гербов (род. 1927) — геолог, сотрудник СОПС.
- Дети: Валентин (род. 1958), Вера (род. 1963).

## Награды и премии
- 1981 — Орден «Знак Почёта».
- Медаль «Ветеран труда»[3].

## Членство в организациях
- 1954 — Общество по распространению научных и политических знаний
- 1956 — КПСС
- Комиссия по изучению четвертичного периода
- Комиссия по геологической изученности СССР, учёный секретарь (с 1968).